# Temple protestant de Vabre
Le temple protestant de Vabre est un lieu de culte situé rue de la Chambrette dans la commune de Vabre, dans le Tarn. Construit en 1804, il est classé monument historique. La paroisse est membre de l'Église protestante unie de France.

## Histoire

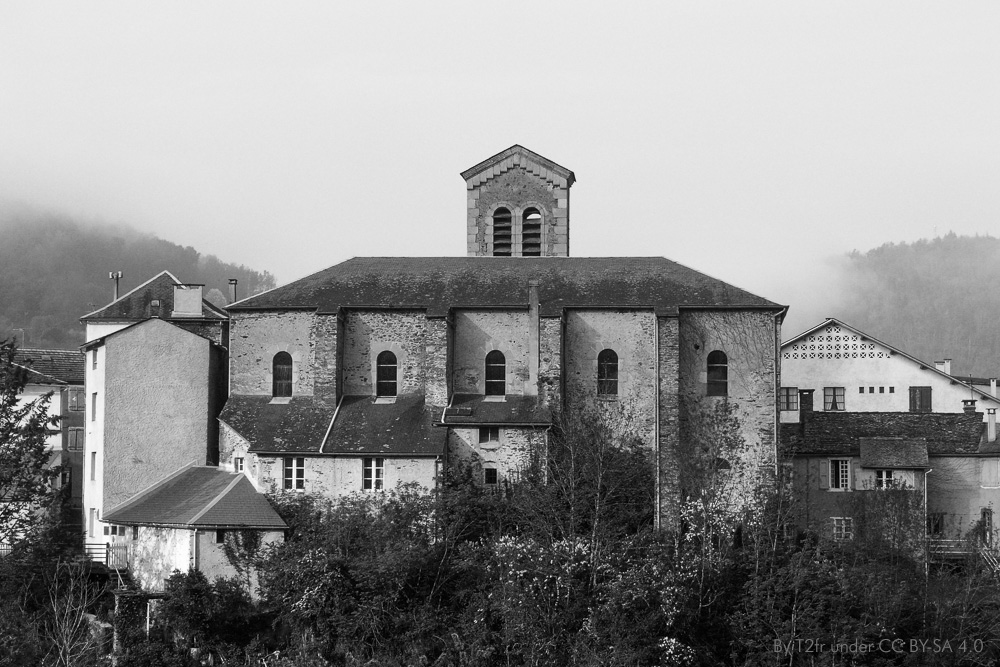
Le temple, surplombant le village.

À la Renaissance, Vabre adhère très tôt aux idées de la Réforme protestante. Sous l'Ancien Régime, les Huguenots sont persécutés, condamnés aux galères et mis à mort lors des persécutions menées par l'Intendant du Languedoc pour faits d'assemblée et autres pratiques de la « Religion prétendument réformée », jusqu'aux dragonnades après la révocation de l’édit de Nantes,.

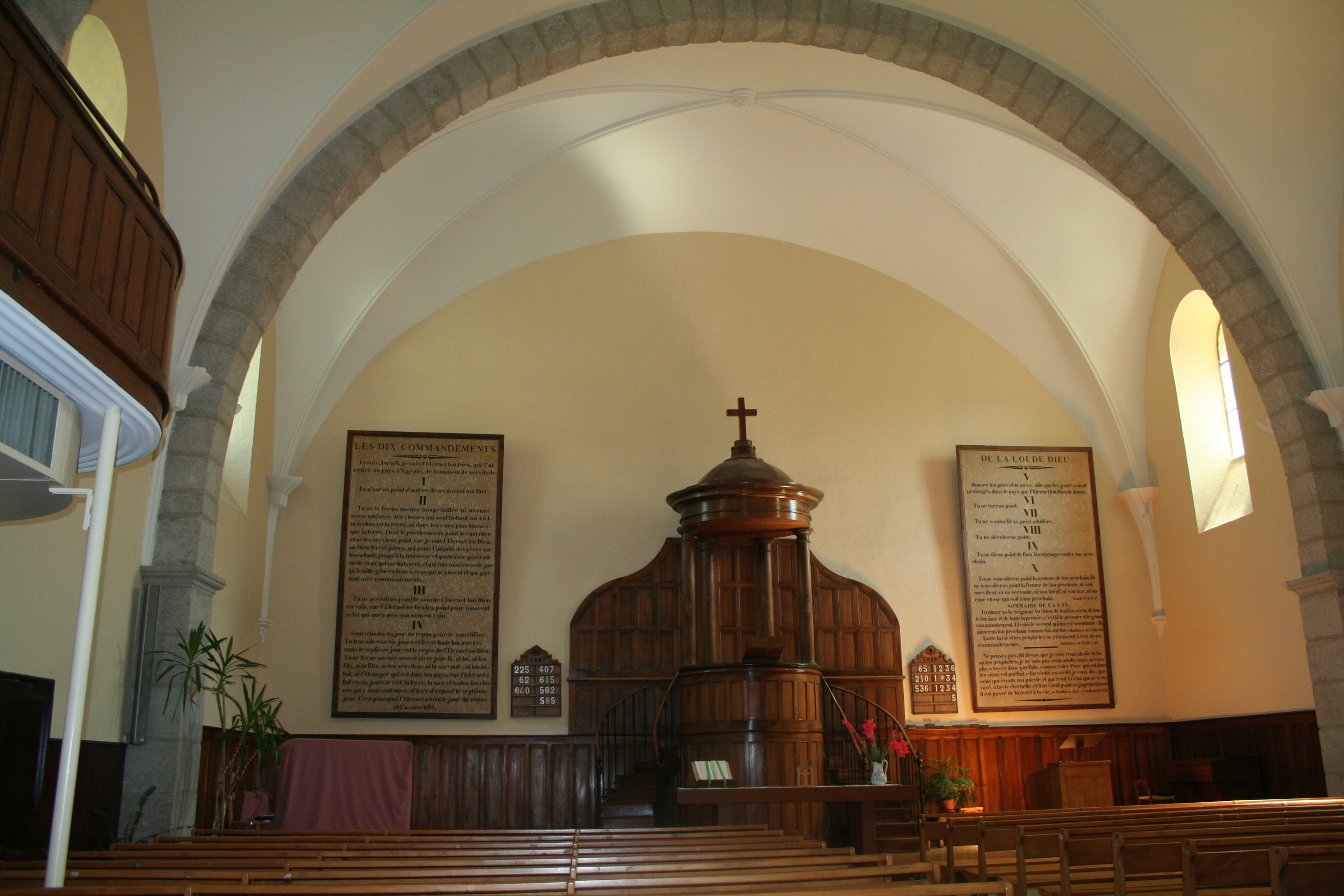
Intérieur du temple, avec le Décalogue.

La liberté de culte est rétablie à la Révolution française, avec la Déclaration des droits de l'homme et du citoyen de 1789. Un premier temple est reconstruit en 1801, un an avant la promulgation des Articles organiques organisant les Consistoires réformés dans le cadre du Régime concordataire français. En 1804, les pierres du château de Vabre, racheté par la communauté, permettent de rebâtir un temple massif, un des plus grands de France,.
Pendant la Seconde Guerre mondiale, les protestants et leur pasteur, marqués par leur histoire, accueillent et protègent les réfugiés, notamment les réfugiés juifs, et rejoignent la Résistance organisée autour du protestant Guy de Rouville. 
Il est inscrit au titre des monuments historiques par arrêté du 20 mai 2015.

### Paroissiens notables
- Le pasteur Frank Christol, qui a exercé dans la paroisse avant d'être à l'Église protestante française de Londres pendant la Seconde Guerre mondiale ;
- Le pasteur et théologien Jean Cadier (1898-1981), né à Vabre, fils du pasteur Gustave Cadier ;
- Le pasteur Robert Cook (1907-2003), Juste parmi les nations[7], y a exercé [8] ;
- Le pasteur Daniel Sens (1913 - 2005), Juste parmi les nations [9], y séjourna pendant la Seconde Guerre mondiale ;
- Guy de Rouville (1915-2017), résistant protestant ;
- Simone Iff (1924-2014), militante française du droit à l'avortement, fille du pasteur Frantz Balfet.